# Европска снежна волухарица
Европска снежна волухарица (лат. Chionomys nivalis) је врста волухарице, широко распрострањена у Европи и Блиском истоку.

## Распрострањење
Ареал европске снежне волухарице обухвата већи број држава. Врста је присутна у Турској, Ирану, Либану, Сирији, Русији, Пољској, Немачкој, Шпанији, Италији, Србији, Грчкој, Румунији, Украјини, Босни и Херцеговини, Бугарској, Француској, Црној Гори, Македонији, Словачкој, Словенији, Чешкој, Хрватској, Јерменији, Аустрији, Азербејџану, Грузији и Албанији.

## Станиште
Станишта врсте су шуме и планине. Врста је присутна у Европи на планинском венцу Алпа.

## Угроженост
Ова врста је наведена као последња брига, јер има широко распрострањење и честа је врста.